# هارهایم
هارهایم (به آلمانی: Frankfurt-Harheim) یک منطقهٔ مسکونی در آلمان است که در فرانکفورت واقع شده‌است. هارهایم  ۴٬۳۲۵ نفر جمعیت دارد.